# Claude Zidi
Claude Zidi (* 25. Juli 1934 in Paris) ist ein französischer Regisseur und Drehbuchautor.

## Leben
Zidi begann in den 1960er Jahren als Kameraassistent, unter anderem bei Claude Chabrol und dessen Filmen Das Biest muß sterben (1969) und Der Schlachter (1970). Die tollen Charlots – Frechheit siegt (1971) mit der Komikertruppe Les Charlots war sein erster Film in eigener Regie. Er blieb auf Komödien spezialisiert, zu fast allen seinen Filmen verfasste er auch das Drehbuch. Brust oder Keule (1976) hatte Louis de Funès und Coluche in den Hauptrollen, bei Ein irrer Typ war es Jean-Paul Belmondo.
1984 gewann er für Die Bestechlichen mit Philippe Noiret und Thierry Lhermitte in den Kategorien Regie und Bester Film jeweils den César. Auf den Film folgten noch zwei Fortsetzungen. In den 1990er Jahren ließ Zidis Erfolg allmählich nach.

## Filmografie als Regisseur
- 1971: Die tollen Charlots – Frechheit siegt (Les bidasses en folie)
- 1972: Die tollen Charlots – Vier Verrückte im Stadion (Les fous du stade)
- 1973: Die tollen Charlots: Wo die grünen Nudeln fliegen (Le grand bazar)
- 1974: Der lange Blonde mit den roten Haaren (La moutarde me monte au nez)
- 1974: Die tollen Charlots: Die Trottel von der 3. Kompanie (Les bidasses s’en vont-en-guerre)
- 1975: Der Tolpatsch mit dem sechsten Sinn (La course à l’échalotte)
- 1976: Brust oder Keule (L'aile ou la cuisse)
- 1977: Ein irrer Typ (L’animal)
- 1978: Der Querkopf (La zizanie)
- 1979: Die Schlafmütze (Bête mais discipliné)
- 1980: Glückwunsch … mal wieder sitzengeblieben (Les sous-doués)
- 1980: Inspektor Loulou – Die Knallschote vom Dienst (Inspecteur La Bavure)
- 1981: Glückwunsch II – Die Lümmel machen Ferien (Les sous-doués en vacance)
- 1983: Ticket ins Chaos (Banzai)
- 1984: Die Bestechlichen (Les ripoux)
- 1985: Les rois du gag
- 1986: Der unwiderstehliche Charme des Geldes (Association de malfaiteurs)
- 1989: Deux
- 1990: Gauner gegen Gauner (Ripoux contre ripoux)
- 1991: Der Joker und der Jackpot (La totale!)
- 1993: Doppelte Tarnung (Profil bas)
- 1997: Frank – Was Sie schon immer über Heiratsschwindel wissen wollten (Arlette)
- 1999: Asterix & Obelix gegen Cäsar (Astérix et Obélix contre César)
- 2001: La boîte
- 2003: Die Bestechlichen 3 – Rückkehr eines Gauners (Ripoux 3)
- 2011: Ripoux anonymes (Fernsehfilm)

### Vorlage
- 1994: True Lies

### Kameramann
- 1967: Bäumchen, Bäumchen, wechsle dich (Quarante-huit heures d'amour)
- 1970: Columbani, gib den Zaster her (La grande java)
- 1970: Elise oder das wahre Leben (Élise ou la vraie vie)